# 남희석 이휘재의 멋진만남
《남희석 이휘재의 멋진만남》은 1999년 2월 20일부터 2000년 10월 14일까지 방송된 SBS 버라이어티 예능프로그램이다. 예능프로그램 최초로 PD, 성우, 작가에게 별명이 붙여지며 필요에 따라 매니저, 카메라맨, 스태프 등 스태프들이 등장하는 구성 등 리얼 버라이어티의 시초이기도 하다. 첫 회부터 남희석과 이휘재가 진행을 맡았는데 시청률 30%에 육박하는 등 많은 인기를 끌었으나 나중에 20%로 시청률이 하락했고 남희석이 결혼식 때문에 빠진 데 이어 이 과정에서 이휘재도 하차했으며 2000년 9월 2일부터 이지훈, 이동건, 홍경민이 진행을 맡아 "멋진 만남"으로 바뀌었지만 고전을 면치 못한 채 그 해 10월 14일까지 방영되었는데
 전 MC 이휘재가 해당 프로그램과 KBS 2TV 《한국이 보인다》를 통해 1달 전인 2000년 9월 3일 개최된 제 27회 한국방송대상 통합 코미디언상 수상의 영예를 안은 터라 아픔이 두 배였으며 전 MC 남희석이 해당 프로그램과 같은 채널 《좋은 친구들》로 제 26회 한국방송대상 통합 코미디언상(역대 1호)(17~25회 남-녀 코미디언상) 수상의 영예를 안았다.
서울문화사에서 책으로도 나왔다. 단 이는 서울 한정이다.

## 코너 목록
- 해석 남녀
- 진실의 손
- 청춘의 찜
- 못말리는 데이트
- 아이러브스쿨
- 조작TV
- 남아일언 중천금

## 기타
- 남희석 이휘재 두 MC가 같은 상표배지를 부착하여[6] 방송위원회로부터 '경고' 조치를 받았다[7].
- 2000년 8월 19일 방영분에서는 당시 메인 MC였던 남희석의 결혼과 관련된 내용을 장시간 내보내어 방송위원회로부터 '시청자에 대한 사과'와 '프로그램 관계자 징계' 조치를 받았다[8].
- 1999년 10월 23일 MBC 섹션TV 연예통신 제작진이 당시 해당 프로그램 메인 MC 남희석의 열애설을 취재하면서 SBS 녹화장까지 들어가 인터뷰를 감행하자 당시 담당 연출자였던 하승보 PD는 같은 해 11월 19일 서울지법 남부지원에 섹션TV 연예통신 담당 연출자 황용우 PD를 상대로 6000만원의 손해배상청구소송을 냈다[9].
- 2000년 9월 30일 방영분에서는 웹자키 강민정씨가 '멋진 대결 남과 여' 코너에 출연을 했는데 해당 프로그램이 나간 12시간 뒤인 2000년 10월 1일 일요일 오전 9시 50분에 방송된 데이트 프로 <러브게임>에 나와 물의를 샀다[10].